# Bootsverleih

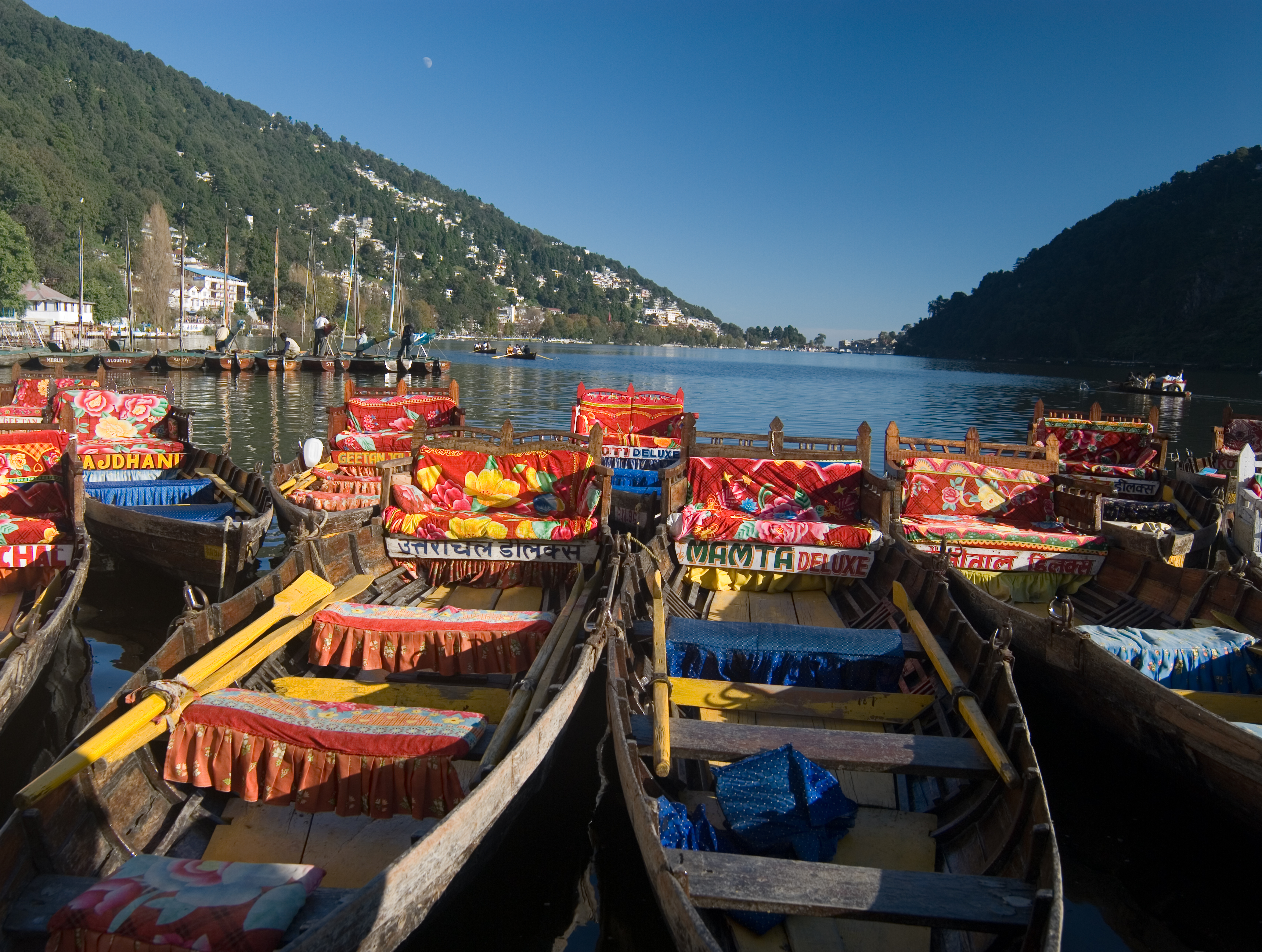
Leihboote am Nainital-See, Nordindien

Bootsverleih beziehungsweise Bootsvermietung werden Unternehmen genannt, die gegen Entgelt Boote aller Art vermieten.

## Grundlagen

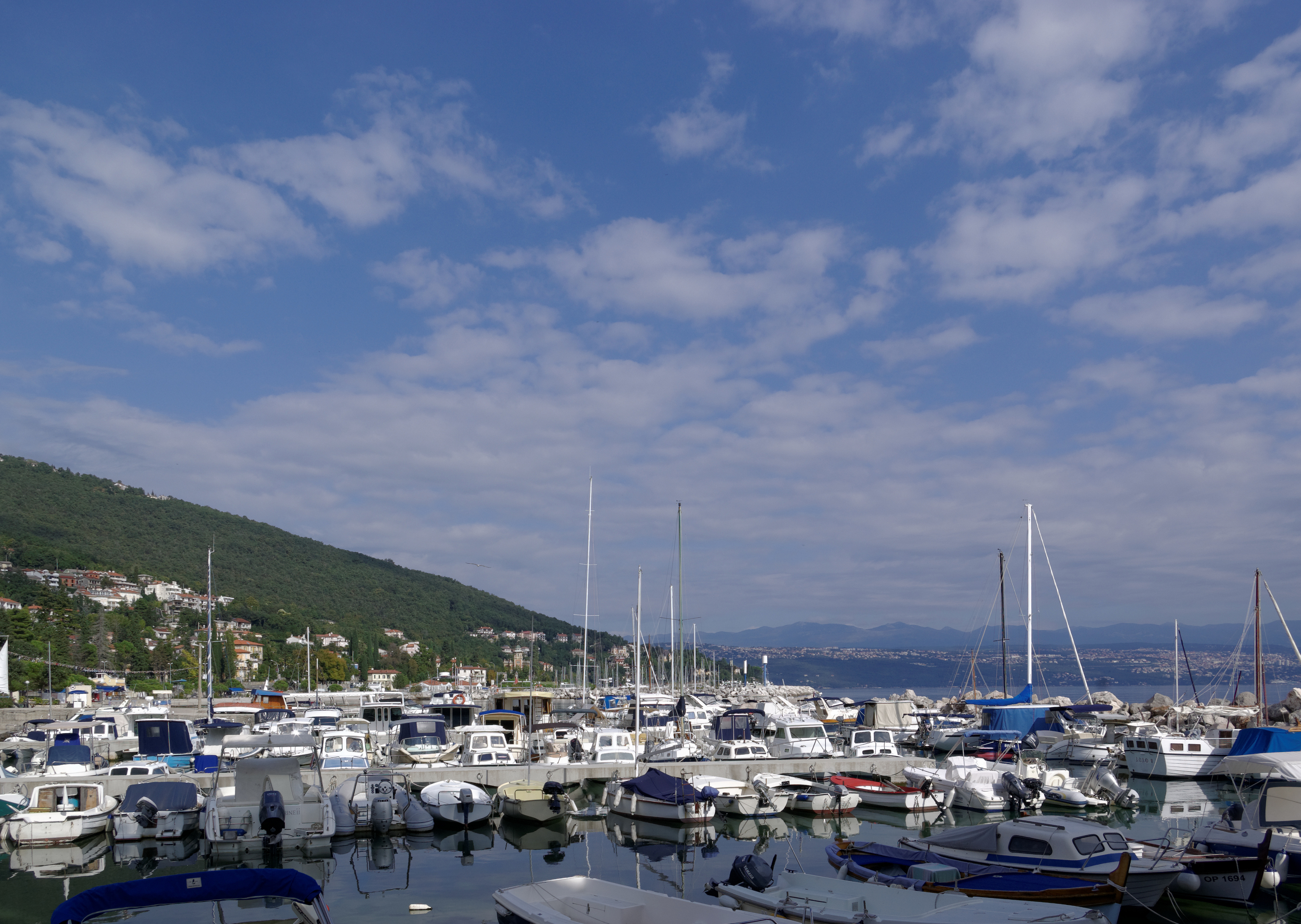
Marina von Ičići, einer der vielen Ausgangspunkte für leichtere Chartertörns an der oberen Adria

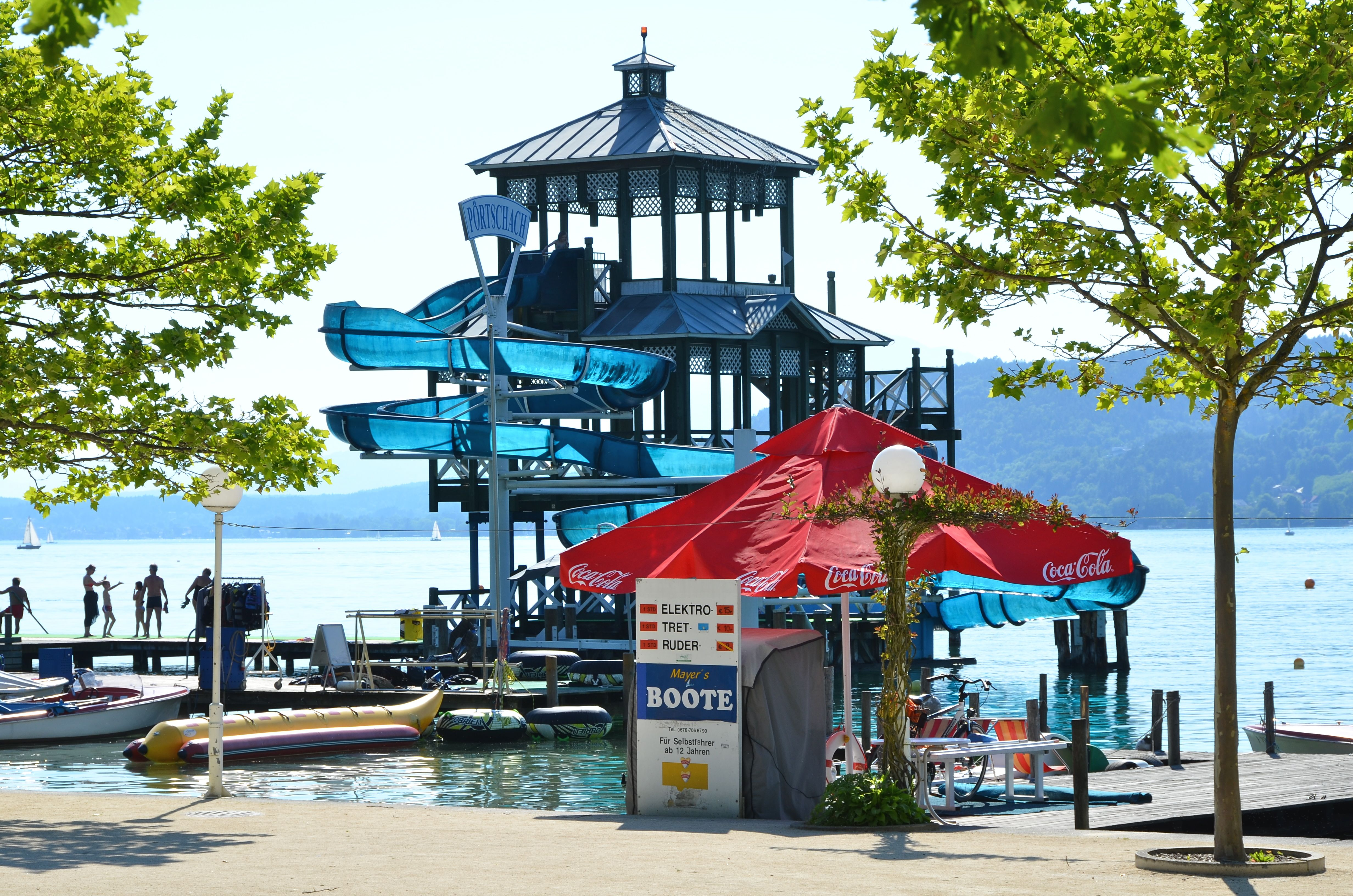
Typischer Ruder-, Tret-, Elektro- und Spaßbootsverleih eines Badesees (Wörthersee, Kärnten)

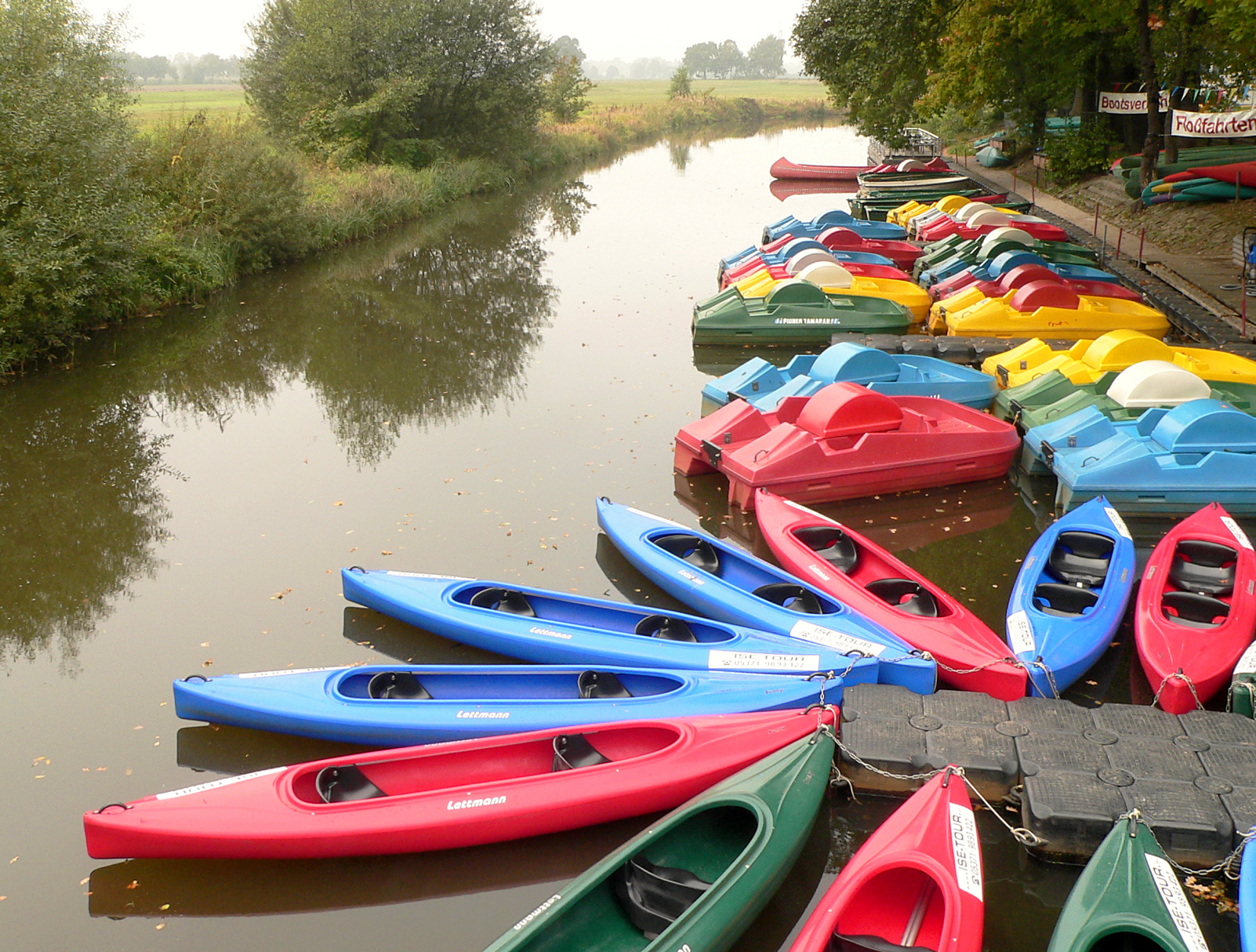
Ausflugsboote: Kajaks, Tretboote (Ise, Niedersachsen)

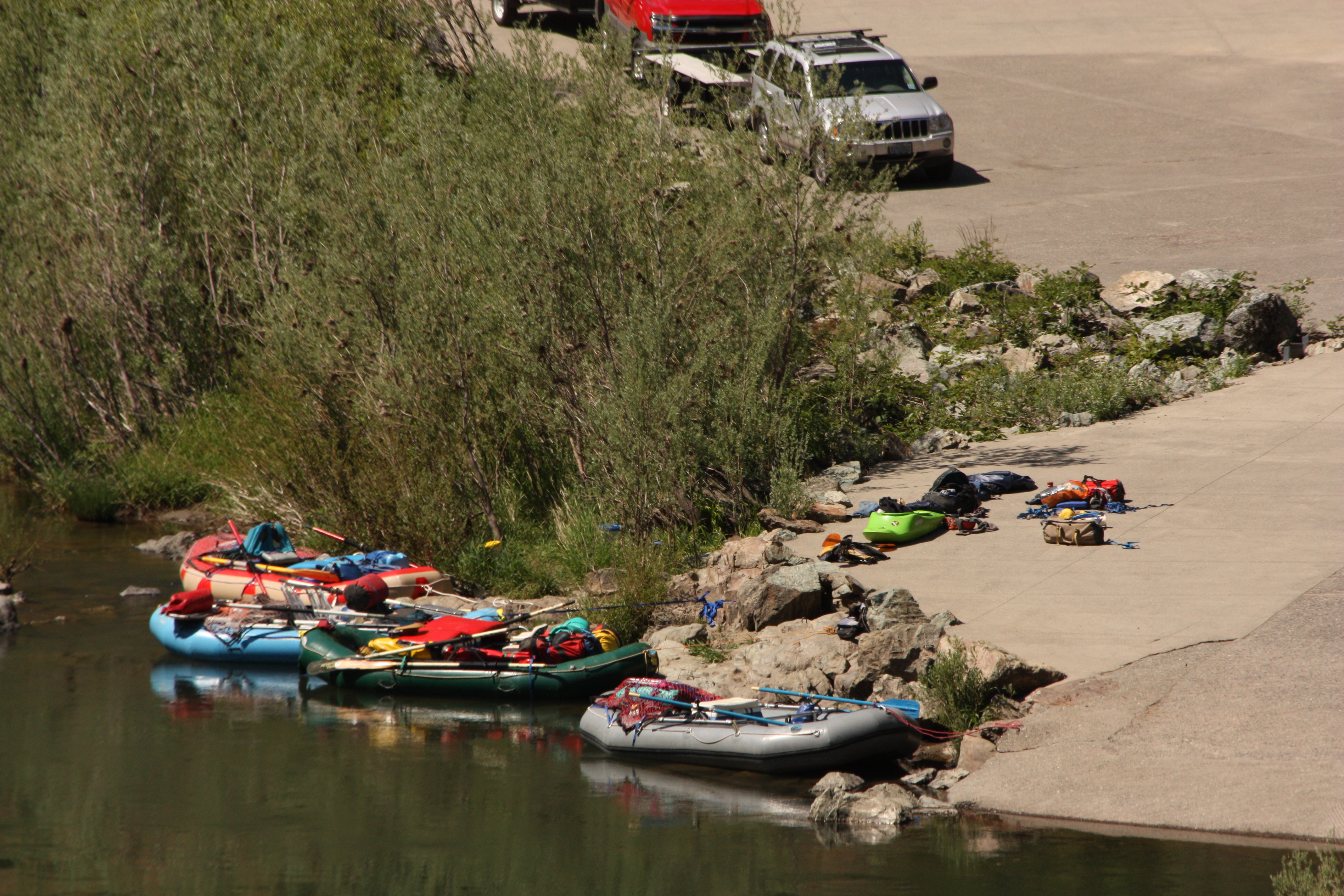
Einsetzpunkt einer Raftingstrecke (Rogue River, Oregon)

Bootsverleiher vermieten etwa Segelboote, Yachten und Motorboote, Jet-Skis (Wassermotorräder), Ruderboote, Tretboote und Elektroboote, Paddelboote (Kajaks, Kanus) und Schlauchboote (Raftingboote) und anderes mehr. Die Verleihcharakteristik erstreckt sich naturgemäß von Küstengewässern über größere Seen bis hin zu Wildflüssen, und vom stundenweisen Verleih für kleine Ausflüge an Badeseen über Tagestouren bis hin zu mehrwöchigen Törns. Bei der Yachtvermietung spricht man zumeist von Charter-Unternehmen und Bootsvercharterter.
Der Bootsverleih hat zum Ziel, dass eine Person ein Wasserfahrzeug anmietet, um mit diesem selbst fahren zu können. Verleiher setzen voraus, dass der Mieter – falls erforderlich – einen Befähigungsnachweis, das Schiff zu führen, respektive die Berechtigungen für das Revier besitzt. Dieser Nachweis wird aus versicherungsrechtlichen Gründen meist auch dann verlangt, wenn der Gesetzgeber das nicht explizit fordert (wie bei Segelbooten ohne Motor oder Wildwasserbooten). Für den Bootsmieter kommen typischerweise noch spezielle Geschäftsbedingungen dazu, für gewisse Bootstypen etwa ein Mindestalter, Schwimmkenntnisse und anderes. Spezifische Sicherheitsausrüstungen, etwa Schwimmwesten und allfälliges Kartenmaterial respektive Flussführer und andere nautische Grundausrüstung werden meist vom Vermieter leihweise gestellt. Stellt der Bootsvermieter auch einen oder mehrere Reisebegleiter (Skipper, Guide usw.) oder Landquartier, ist der Übergang zum Reiseveranstalter fließend.
An Meeresküsten wie im Flusssportbereich sind heute auch Vermietung mit Rückholungsangebot üblich: Man kann das Boot in einem anderen als dem Heimathafen abgeben, der Vercharterer plant dann üblicherweise einen Törn in die Gegenrichtung. An Flüssen wird durchwegs immer nach einer befahrbaren Strecke am Aussetzpunkt ein Transport zum Einsetzpunkt organisiert, respektive umgekehrt oder Bring- und Holdienst zu beiden, das gilt für Wildwasserstrecken ebenso wie für ausgedehntere Flusswanderungen.

## Nationales

### Österreich
In Österreich stellt die Bootsvermietung ein freies Gewerbe dar. Zuständige Gewerbebehörde ist die Bezirksverwaltungsbehörde (Bezirkshauptmannschaft, Magistrat) für den Unternehmenssitz, auch wenn die Boote im Ausland liegen, für die Gewerbeberechtigung aber, wo der Vertragsabschluss mit dem Mieter stattfindet.
Bootsvermieter gehören zu den Freizeit- und Sportbetrieben. Problematisch ist die Gewerbsausübung insbesondere bei der Yachtvercharterung oder bei längeren Touren dann, wenn Leistungen angeboten werden, die der Reisebürobranche vorbehalten sind (Überschreiten der Gewerbeberechtigung), etwa ein Komplettpaket mit An- und Abreise und Unterbringung. Auch verbundene einfache Gastronomie (Getränkeausschank etwa im Sommerfrische-Tourismus) oder Veranstaltungen (etwa Bootscorsos oder Regatten) bedürfen anderweitiger Genehmigung.
Relevante Rechtsquellen sind – neben der Gewerbeordnung 1994 – das Schifffahrtsgesetz (BGBl. I Nr. 62/1997), die Seen- und Flussverkehrsordnung (BGBl. Nr. 42/1990) und die Wasserstraßen-Verkehrsordnung (BGBl. II Nr. 248/2005), sowie die Schiffsausrüstungsverordnung (BGBl. II Nr. 139/1999), die Sportbooteverordnung (BGBl. II Nr. 41/2016) und die Schiffsführerverordnung (BGBl. II Nr. 258/1997).